# اندیس شادرخت
شادرخت یک اندیس فلزی است که در حوالی شهر آهنگران استان خراسان قرار دارد و مادهٔ معدنی موجود در آن، منیزیت است.  